# NGC 7441
NGC 7441 (другие обозначения — IC 1458, PGC 70080, MCG -1-58-7) — спиральная галактика (Sc) в созвездии Водолей.
Этот объект входит в число перечисленных в оригинальной редакции «Нового общего каталога».